# 太極千字文
『太極千字文』 (たいちせんじもん、태극천자문) は、2007年4月29日から2008年1月20日に韓国で放送されたテレビアニメ作品である。日韓合作作品。全39話。漢字を題材にしている。

## 登場人物
ライ（라이）
声 - ソン・ジョンア
主人公。正義感の強い熱血漢だが、無鉄砲な所がある。
セナ（세나）
声 - イ・ヒョンソン、イ・ヨンスン
本作のヒロイン。名門一族の出身であり、しっかり者で勝ち気な女の子。
ピーン（핀）
声 - オ・キルギョン
天才肌の頭脳派。とても冷静沈着な性格。
トンハ（돈하）
声 - サ・ソンウン
最年長メンバー。温厚で頼りになるが、少々鈍い所がある。
トリ（또리）
声 - キム・ソヨン
最年少メンバー。チームの末っ子的存在。明るくお喋りなお調子者。
ハク（하크）
声 - ウン・ヨンソン
白虎の精霊。太極千字文を察知する事ができる。

## スタッフ
- 製作：ソン・ソングン、高橋浩、チェ・ジョンイル、パク・ゴンソプ、チョン・ミ
- 企画：ミン・ヨンムン、梅澤淳稔
- 監督：芝田浩樹、キム・ヨンチャン
- 企画構成：チェ・ジョンイル
- 漢字監修：イ・ヒモク
- シリーズ構成：佐藤拓
- キャラクターデザイン：香川久
- メカニックデザイン：村俊太朗
- 作画監督[6]：イ・ジョンヒョン
- 美術デザイン：倉橋隆
- 色彩設計：辻田邦夫
- 背景監督：チョン・サンウン
- 撮影監督：キム・ヨンホ
- 3D監督：チョン・ミンス
- 録音：パク・ジェソク
- 音楽：パン・ヨンソク
- 音楽デザイン：キム・ジョンヨン
- 製作担当：風間厚徳
- 製作管理：チョン・ヒョノ、キム・チャニョン、イ・スンシン、チェ・インソプ、チョ・アラ、キム・テジン、風間厚徳
- プロデューサー：イ・スンジュ、イ・ウジン、江波戸憲司、秋山陽子
- チーフプロデューサー：森下孝三、佐々木聡子
- 共同製作：KBS、東映アニメーション、Iconix Entertainment、東西大学校、JM ANIMATION

### 各話スタッフ
- シナリオ：佐藤拓、岡本和久、山田健一、細井能道、大原隆、福田勝紀
- コンテ：芝田浩樹、うえだひでひと、勝間田具治、明比正行、三塚雅人、藤原良二
- 演出：キム・ヨンチャン、シム・サンイル、シン・ヒョンウ、キム・サンヨプ、パク・チャニョン、イ・ジュヒョン
- 原画作監：クォン・ウンギョン、キム・ソンボム、ソ・ジョンドク、キム・ジョンヨン、キム・ジュノ
- 動画作監：キム・グァンシク、イ・ジュリ、チョン・ヨンヒ
- 色指定：チョン・ヒョン、チョン・ジュヒョン、イ・ウンジョン、アン・ヒラン

## 主題歌
韓国版
オープニングテーマ
主題歌作詞：ミン・ヨンムン、作曲・編曲：パン・ヨンソク、歌：リュ・ソンピル
エンディングテーマ
主題歌作詞：キム・ジュヒ、作曲・編曲：パン・ヨンソク、歌：パン・デシク
香港版
オープニングテーマ「太極千字文」
作詞：クイーニー・ユー、作曲：葉肇中、歌：ロン・ン、レーベル：正視音楽

## 各話リスト
| 話数   | サブタイトル                                                                        | シナリオ | コンテ   | 演出   | 原画作監 | 放送日         |
| ------ | ----------------------------------------------------------------------------------- | -------- | -------- | ------ | -------- | -------------- |
| 第1話  | 화광충천(火光衝天) 불 화(火) （火光衝天、火）                                       | ？？？   | ？？？   | ？？？ | ？？？   | 2007年 4月29日 |
| 第2話  | 발동 태극천자문(太極千字文) （発動、太極千字文）                                    | ？？？   | ？？？   | ？？？ | ？？？   | 5月6日         |
| 第3話  | 소문만복래(笑門萬福來) 웃으면 복이 와요 （笑門万福來、笑えば福が来る）              | ？？？   | ？？？   | ？？？ | ？？？   | 5月13日        |
| 第4話  | 붕우유신(朋友有信) 우리는 친구 （朋友有信、僕らは友達）                             | ？？？   | ？？？   | ？？？ | ？？？   | 5月20日        |
| 第5話  | 난형난제(難兄難弟) 대장은 괴로워 （難兄難弟、隊長はつらいよ）                       | ？？？   | ？？？   | ？？？ | ？？？   | 5月27日        |
| 第6話  | 폭발(爆發) 라이의 숨겨진 힘 （爆発、ライの隠された力）                              | ？？？   | ？？？   | ？？？ | ？？？   | 6月3日         |
| 第7話  | 하나를 위한 모두 모두를 위한 하나 （一人のためのみんな、みんなのための一人）        | ？？？   | ？？？   | ？？？ | ？？？   | 6月10日        |
| 第8話  | 차가운 불꽃 뜨거운 가슴 （冷たい火花、熱い心）                                      | ？？？   | ？？？   | ？？？ | ？？？   | 6月17日        |
| 第9話  | 폭풍전야(暴風前夜) 말괄량이 불청객 （暴風前夜、おてんば娘が不請客）                 | ？？？   | ？？？   | ？？？ | ？？？   | 6月24日        |
| 第10話 | 날아라 라이 빛의 날개로 （飛べライ、光の翼で）                                      | ？？？   | ？？？   | ？？？ | ？？？   | 7月1日         |
| 第11話 | 부전녀전(父傳女傳) 그 아버지에 그 딸 （父伝女伝、その父にしてこの娘あり）           | ？？？   | ？？？   | ？？？ | ？？？   | 7月8日         |
| 第12話 | 좌절금지(挫折禁止) 시련은 있어도 좌절은 없다 （挫折禁止、試練あれども挫折なし）     | ？？？   | ？？？   | ？？？ | ？？？   | 7月15日        |
| 第13話 | 의기투합(意氣投合) 모두의 마음을 합하여 （意気投合、皆の心を合わせて）              | ？？？   | ？？？   | ？？？ | ？？？   | 7月22日        |
| 第14話 | 완전소중(完全所重) 하크와 드란 （完全所重、ハクとデュラン）                         | ？？？   | ？？？   | ？？？ | ？？？   | 7月29日        |
| 第15話 | 용감무쌍(勇敢無雙) 폭풍의 자매들 （勇敢無双、嵐の姉妹たち）                         | ？？？   | ？？？   | ？？？ | ？？？   | 8月5日         |
| 第16話 | 일장춘몽(一場春夢) 꿈같은 시간이여 （一場春夢、夢のような時間よ）                   | ？？？   | ？？？   | ？？？ | ？？？   | 8月12日        |
| 第17話 | 일희일비(一喜一悲) 슬픔이여 안녕 （一喜一悲、悲しみよこんにちは）                   | ？？？   | ？？？   | ？？？ | ？？？   | 8月19日        |
| 第18話 | 오매불망(寤寐不忘) 소중한 내 친구들 （寤寐不忘、大切な私の友達）                    | ？？？   | ？？？   | ？？？ | ？？？   | 8月26日        |
| 第19話 | 오월동주(吳越同舟) 혼란 속에 핀 우정 （呉越同舟、混乱の中に咲いた友情）             | ？？？   | ？？？   | ？？？ | ？？？   | 9月2日         |
| 第20話 | 시공초월(時空超越) 그리운 엄마 아빠 （時空超越、懐かしい両親）                      | ？？？   | ？？？   | ？？？ | ？？？   | 9月9日         |
| 第21話 | 예측불허(豫測不許) 용황돌격대 （予測不許、龍皇突撃隊）                              | ？？？   | ？？？   | ？？？ | ？？？   | 9月16日        |
| 第22話 | 한래서왕(寒來暑往) 설원에 피어나는 온기 （寒来暑往、雪原に咲いた温もり）            | ？？？   | ？？？   | ？？？ | ？？？   | 9月23日        |
| 第23話 | 정면돌파(正面突破) 루프트드라케 공격 작전 （正面突破、ルフトドラケ攻撃作戦）        | ？？？   | ？？？   | ？？？ | ？？？   | 9月30日        |
| 第24話 | 살신성인(殺身成仁) 아름다운 전우애 （殺身成仁、美しい戦友愛）                       | ？？？   | ？？？   | ？？？ | ？？？   | 10月7日        |
| 第25話 | 풍전등화(風前燈火) 비밀기지를 사수하라 （風前灯火、秘密基地を死守せよ）             | ？？？   | ？？？   | ？？？ | ？？？   | 10月14日       |
| 第26話 | 자중지란(自中之亂) 친구인가 적인가 （自中之乱、味方か敵か）                         | ？？？   | ？？？   | ？？？ | ？？？   | 10月21日       |
| 第27話 | 천방지축(天方地軸) 괴짜 소녀 비비 （天方地軸、おかしな少女ビビ）                    | 細井能道 | ？？？   | ？？？ | ？？？   | 10月28日       |
| 第28話 | 기상천외(奇想天外) 로로아 장로배 달리기 대회 （奇想天外、ロロア長老杯かけっこ大会） | 岡本和久 | ？？？   | ？？？ | ？？？   | 11月4日        |
| 第29話 | 용호상박(龍虎相搏) 멀고도 가까운 사이 （龍虎相搏、遠くても近い間）                  | 福田勝紀 | ？？？   | ？？？ | ？？？   | 11月11日       |
| 第30話 | 막상막하(莫上莫下) 천자문 경연 대회 （莫上莫下、千字文競演大会）                    | 細井能道 | 藤原良二 | ？？？ | ？？？   | 11月18日       |
| 第31話 | 와신상담(臥薪嘗膽) 쟈카타의 대반격 （臥薪嘗胆、ジャカタの大反撃）                   | 佐藤拓   | 芝田浩樹 | ？？？ | ？？？   | 11月25日       |
| 第32話 | 점입가경(漸入佳境) 정령왕 동굴에서의 결전 （漸入佳境、精霊王の洞窟での決戦）        | ？？？   | ？？？   | ？？？ | ？？？   | 12月2日        |
| 第33話 | 마각노출(馬脚露出) 가면전사의 정체 （馬脚露出、仮面戦士の正体）                     | ？？？   | ？？？   | ？？？ | ？？？   | 12月9日        |
| 第34話 | 견리망의(見利忘義) 여기저기 배신자 （見利忘義、あちらこちらに背信者）               | ？？？   | ？？？   | ？？？ | ？？？   | 12月16日       |
| 第35話 | 인지상정(人之常情) 우정과 운명 사이 （人之常情、友情と運命の間）                    | ？？？   | ？？？   | ？？？ | ？？？   | 12月23日       |
| 第36話 | 역지사지(易地思之) 호족과 용족의 정의 （易地思之、虎族と龍族の正義）                | ？？？   | ？？？   | ？？？ | ？？？   | 12月30日       |
| 第37話 | 교우이신(交友以信) 믿음으로 지킨 우정 （交友以信、信頼で守った友情）                | ？？？   | ？？？   | ？？？ | ？？？   | 2008年 1月6日  |
| 第38話 | 혈육의 정(血肉之情) 아버지와 아들 （血肉之情、父親と息子）                          | ？？？   | ？？？   | ？？？ | ？？？   | 1月13日        |
| 第39話 | 태극왕(太極王) 선계의 평화여 영원하라 （太極王、仙界の平和よ永遠に）                | ？？？   | ？？？   | ？？？ | ？？？   | 1月20日        |